# Едгар (округ, Іллінойс)
Шаблон:StateAbbr_ 39°41′ пн. ш. 87°45′ зх. д. / 39.68° пн. ш. 87.75° зх. д.
Округ  Едгар (англ. Edgar County) — округ (графство) у штаті  Іллінойс, США. Ідентифікатор округу 17045.

## Історія
Округ утворений 1823 року.

## Демографія
За даними перепису 
2000 року 
загальне населення округу становило 19704 осіб, зокрема міського населення було 9376, а сільського — 10328.
Серед мешканців округу чоловіків було 9602, а жінок — 10102. В окрузі було 7874 домогосподарства, 5326 родин, які мешкали в 8611 будинках.
Середній розмір родини становив 2,93.
Віковий розподіл населення поданий у таблиці:
| Стать    | До 15 років | 15-21 | 22-29 | 30-39 | 40-49 | 50-65 | 65-85 | Понад 85 |
| -------- | ----------- | ----- | ----- | ----- | ----- | ----- | ----- | -------- |
| Чоловіки | 1898        | 974   | 979   | 1338  | 1534  | 1556  | 1172  | 151      |
| Жінки    | 1932        | 876   | 834   | 1219  | 1427  | 1643  | 1758  | 413      |

## Суміжні округи
- Вермільйон — північ
- Вермільйон, Індіана — північний схід
- Віго, Індіана — південний схід
- Кларк — південь
- Коулс — південний захід
- Дуглас — захід
- Шампейн — північний захід

## Виноски
1. ↑  US Decennial Census. US Census Bureau. Архів оригіналу за 26 квітня 2015. Процитовано 4 липня 2014.
2. ↑  Historical Census Browser. University of Virginia Library. Архів оригіналу за 11 серпня 2012. Процитовано 4 липня 2014.
3. ↑  Population of Counties by Decennial Census: 1900 to 1990. US Census Bureau. Архів оригіналу за 24 квітня 2014. Процитовано 4 липня 2014.
4. ↑  Census 2000 PHC-T-4. Ranking Tables for Counties: 1990 and 2000 (PDF). US Census Bureau. Архів оригіналу (PDF) за 18 грудня 2014. Процитовано 4 липня 2014.
5. ↑  State & County QuickFacts. US Census Bureau. Архів оригіналу за 6 червня 2011. Процитовано 4 липня 2014.(англ.) Наведено за англійською вікіпедією.
6. ↑  American FactFinder. Бюро перепису населення США. Архів оригіналу за 21 травня 2008. Процитовано 31 січня 2008.

| США | Це незавершена стаття з географії США. Ви можете допомогти проєкту, виправивши або дописавши її. |